# Les Promesses dangereuses
Pour plus de détails, voir Fiche technique et Distribution.
Les Promesses dangereuses est un film français de Jean Gourguet sorti en 1956.

## Synopsis
Philippe Marcillac est le leader d'un groupe de jeunes qui se rendent dans le Quartier Haut de Sète, en vue de s’amuser aux dépens de la population locale. Leur comportement impétueux va mettre les habitants dans la tourmente.

## Fiche technique
- Titre : Les Promesses dangereuses
- Réalisation : Jean Gourguet
- Scénario : Jean Gourguet
- Musique : José Cana
- Montage : Geneviève Cortier
- Photographie : Scarciafico Hugo
- Format : Noir et blanc
- Société de production : Société Française de Production
- Durée : 105 minutes
- Date de sortie : 
  - 14 septembre 1956 en France
- Affiche : Constantin Belinsky (France)

## Distribution
- Françoise Vatel : Marie-Titi
- Jean-Paul Vignon : Philippe Marcillac
- Michelle Bardollet
- Andrex
- Rellys : 	Cervelle
- Mireille Ozy
- Laure Paillette
- Mag-Avril
- Maryse Martin
- Claude Mercutio
- Lucien Barjon
- Jean-Marie Bon